# Kanarski hrast
Kanarski hrast (“alžirski hrast”; lat. Quercus canariensis), poluzimzeleno drvo iz sjeverne Afrike (Maroko, Alžir, Tunis), južnog Portugala i Španjolske.

## Sinonimi
- Quercus corymbifolia Ehrenb. ex Boiss.
- Quercus cypri Kotschy ex A.DC.
- Quercus esculenta K.Koch
- Quercus gibraltarica K.Koch
- Quercus mirbeckii Durieu
- Quercus nordafricana Villar
- Quercus salzmanniana (Webb) Cout.
- Quercus viveri Sennen

- Q. canariensis
- Q. canariensis
- Q. canariensis

## Vanjske poveznice
|  | Zajednički poslužitelj ima još gradiva o temi Quercus canariensis |
|  | Wikivrste imaju podatke o taksonu Quercus canariensis             |